# سیارک ۱۸۵۱
سیارک ۱۸۵۱ (به انگلیسی: 1851 Lacroute، نامگذاری:1950VA) هزار و هشتصد و پنجاه و یکمین سیارک کشف شده‌است که در ۹ نوامبر ۱۹۵۰ و در الجزیره کشف شد.
قدر مطلق سیارک برابر ۱۲٫۳۰ است.